# Pimeni d'Asidona
Pimeni d'Asidona (Bètica?, final del segle VI? - Asidona, actual Medina-Sidonia, Cadis, c. 646) fou bisbe d'Asidona o Assidonia (actual Medina-Sidonia, Cadis). En època visigoda fou venerat com a sant, però el seu culte no passà als santorals moderns i resta oblidat.

## Biografia
Va ésser bisbe entre 629 i 646, anys en què va renovar la diòcesi; fou consagrat per Isidor de Sevilla. Va participar en el IV Concili de Toledo de 633 i en el VI, l'any 638; al setè, en 646, fou representat pel sacerdot Ubiliensi. Va consagrar diverses esglésies, en algunes de les quals s'han conservat les inscripcions de dedicació, com a l'Ermita de los Santos de Medina-Sidonia (any 630), la de San Ambrosio de Vejer de la Frontera (644, on diu que hi diposita les relíquies dels màrtirs Vicenç, Fèlix i Julià), a Salpensa (prop d'Utrera, 648) i la dels Santos Nuevos d'Alcalá de los Gazules (662).

## Veneració
Sembla que fou sebollit a un monestir de la vila d'Aquis (probablement l'actual Talavera de la Reina, Toledo). Hi ha fonts, però, que pensen que la sepultura d'aquest Pimeni correspon a un altre eclesiàstic d'aquest nom. Consta que al segle vii, un Pimeni era tingut per home sant i rebia veneració. En 677, el rei visigot Wamba va establir en honor seu la diòcesi d'Aquis, dependent de la de Mèrida; les actes del concili de Toledo de 681 diuen: 
"Villulae Aquis in qua venerabile corpus Sanctissimi Pimeij confesor debito quiescit honore..." ("de la vila d'Aquis, on el venerable cos del santíssim Pimeni, confessor, rep el degut honor..."). Flórez, sense poder-ho assegurar, inclou el Pimeni venerat entre els sants de la diòcesi d'Asidona. En tot cas, el culte a Pimeni no va continuar després de la invasió musulmana i restà en l'oblit, sense que passés als martirologis moderns.